# 青蛙王子 (電影)
《青蛙王子》是1984年由香港導演王晶的電影作品，鍾鎮濤主演，是少有被安排在邵氏和嘉禾兩大院線聯映的電影。

## 故事內容
夏威夷石油鉅富（王天林飾）獨子陳立品（鍾鎮濤飾）生性怕羞。為了追女仔，只好向童年玩伴Lolanto（陳百祥飾）請教，更邀他到夏威夷協助找結婚對象。Lolanto到達後，與立到海灘獵艷，認識了香港遊客郁德美（鍾楚紅飾）和貓仔（張曼玉飾）。不久，立與Lolanto奉命返港調查經理舞弊一事。返公司時，二人身份被誤會對調了，立成了司機，為了方便調查，二人將錯就錯。美和貓亦是公司職員，而四人亦發展成戀人。這時公司來了一位美艷公關經理雲飄飄（關芝琳飾），專對付二人，雲先揭穿二人身份並向立展開進攻和離間他與美的感情，同時宣佈要與立結婚。Lolanto和貓不值雲所為，設法阻撓和改變立的初衷。

## 角色
- 鍾鎮濤（陳立品）
- 鍾楚紅（郁德美）
- 張曼玉（貓仔）
- 陳百祥（Lolanto）
- 關芝琳（雲飄飄）
- 陳惠敏（郁德仁）
- 金燕玲（仁妻）
- 萬梓良（Joseph）
- 曹查理（江門慶）
- 王天林（立父）
- 歐陽莎菲（立母）
- 陳立品（美祖母）
- 吳麗珠（Disco性專家）
- 林輝煌（Lolanto跟班）
- 劉秀萍（郁德仁條菜）
- 王晶（Disco酒客）
- 張堅庭（張主任）

## 幕後
- 導演、編劇：王晶
- 音樂：成錦榮、蘇振厚
- 美術指導：司徒衛鏞
- 攝影指導：楊炳棠
- 剪接：少峰、馬仲堯、趙卓文
- 出品人：邵逸夫
- 監製：方逸華
- 出品：邵氏兄弟（香港）有限公司
- 首映日期：1984年4月18日
- 票房：HK$18,107,391

## 電影歌曲
- 主題曲〈夢裡情人〉主唱：鍾鎮濤
- 插曲〈寧願做青蛙〉主唱：鍾鎮濤

## 外部連結
- 豆瓣电影上《青蛙王子》的資料 （简体中文）
- 时光网上《青蛙王子》的資料（简体中文）
- AllMovie上《青蛙王子》的资料（英文）
- 香港影庫上《青蛙王子》的資料（繁體中文）
- 互联网电影数据库（IMDb）上《青蛙王子》的资料（英文）